# Ruthless People
Ruthless People (no Brasil, Por Favor, Matem Minha Mulher; em Portugal, Por Favor, Matem a Minha Mulher) é um filme estadunidense de 1986, uma comédia dirigida por Jerry Zucker, Jim Abrahams e David Zucker, baseada em conto do escritor O. Henry.

## Sinopse
O rico empresário Sam Stone odeia tanto sua esposa Barbara, que não vê a hora de se livrar dela. Planejando matá-la para ficar com o dinheiro dela e fugir com a amante Carol, Sam descobre que seqüestradores levaram sua mulher e irão matá-la caso ele não page o resgate. Vendo nisso a oportunidade perfeita para se ver livre da mulher, Sam não acata as ordens dos bandidos, que são na verdade um casal em busca de vingança, por terem tido suas idéias roubadas pelo 
empresário. Enquanto Sam aproveita os dias sem a mulher, Barbara, que está presa no porão do casal passa a enlouquecer a vida de seus "sequestradores amadores".

## Elenco
- Danny DeVito .... Sam Stone
- Bette Midler .... Barbara Stone
- Judge Reinhold ....  Ken Kessler
- Helen Slater ....  Sandy Kessler
- Anita Morris ....  Carol Dodsworth
- Bill Pullman ....  Earl Mott
- William G. Schilling ....  comissário de polícia Henry Benton
- Art Evans ....  tenente Bender
- Clarence Felder ....  tenente Walters

## Principais prêmios e indicações
Globo de Ouro 1987 (EUA)
- Danny DeVitto recebeu uma indicação na categoria de melhor ator - comédia / musical.

American Comedy Award 1987 (EUA)
- Bette Midler venceu na categoria de atriz mais engraçada em cinema.